# Weng’an-Aufstand 2008
Der Weng’an-Aufstand 2008, an dem zehntausende Bewohner vom Kreis Weng’an und der autonomen Präfektur Qinnan Buyei und Miao in der Provinz Guizhou im Süden Chinas beteiligt waren, fand am 28. Juni 2008 statt. Aufständische stürmten Regierungshäuser und steckten Polizeiautos in Brand, um gegen die angebliche Vertuschung des Todes eines Mädchens durch die Polizei zu protestieren.

## Vorfall

### Angebliche Vergewaltigung und Mord
Das Mädchen Li Shufen (李树芬) wurde am 22. Juni 2008 im Alter von 17 Jahren tot in einem Fluss aufgefunden. Li war vorher mit zwei jüngeren Männern gesehen worden, die angeblich familiäre Beziehungen zu dem örtlichen Büro für öffentliche Sicherheit hatten. Die Familie und Freunde des Mädchens gaben an, dass Li vom Sohn eines ranghohen Beamten aus Weng’an und einem anderen Jungen vergewaltigt und ermordet worden sei. Anschließend sollen die beiden die Leiche des Mädchens in einen Fluss geworfen haben.
In den Medien wurden die Angaben der Familie bestritten und behauptet, dass die Beteiligten, die beiden jungen Männer und eine junge Frau, Mitglieder örtlicher Bauernfamilien gewesen seien.

### Bewachung des Sarges
Die Eltern bewachten den Sarg des Mädchens rund um die Uhr, da sie befürchteten, dass die Polizei versuchen könnte, Beweise zu manipulieren. Die Eltern berichteten, dass es bereits zwei Versuche gegeben habe, die Leiche zu stehlen. Mehr als 100 örtliche Bewohner halfen, den Sarg zu bewachen, da die Eltern sich geäußert hatten, dass sie „auf keine bösartigen Vereinbarungen eingehen“ würden.

## Behauptungen

### Polizei
Der Leichnam des Mädchens wurde am 22. Juni 2008 aus dem Fluss gezogen. Ersten Meldungen der Polizei zufolge soll das Mädchen entweder ertränkt worden oder selbst in den Fluss gesprungen sein, um Selbstmord zu begehen. Einem Dokument der örtlichen Verwaltung zufolge soll das Mädchen unglücklich mit ihrem Leben gewesen sein, weil ihre Eltern ihren älteren Bruder bevorzugt hätten.

### Familie und Verwandte des Mädchens
Verwandte des Mädchens tadelten die örtliche Polizei für deren schlechte Ermittlung und beschuldigten sie der Korruption. Ein Elternteil gab an, dass ein Polizeibeamter sie bedroht habe und gesagt hätte: „Versucht gar nicht erst, den Fall vor Gericht zu bringen; es gibt keine Gerechtigkeit auf dieser Welt.“

### Drei Mordverdächtige
Am 4. Juli 2008 veröffentlichten Medien aus Guizhou ein Interview mit drei Freunden des Mädchens. Diese Personen waren die letzten, die das Mädchen lebend sahen und für die Mordverdächtigen gehalten wurden.
- Chen Guangquan (陈光权), 21 Jahre, war der Freund des Opfers. Er bestritt, das Mädchen vergewaltigt zu haben.[10]
- Liu Yanchao (刘言超), 18 Jahre, machte angeblich Liegestütze auf der Brücke und hatte Schwierigkeiten, nachdem er versuchte, das Mädchen zu retten.
- Wang Jiao (王娇), 16 Jahre, die Freundin des Mädchens, war ebenfalls am Ort des Geschehens.

## Proteste
Der Onkel des Mädchens beschwerte sich bei der Polizei, daraufhin wurde er bewusstlos geschlagen und starb anschließend im Krankenhaus. Ungefähr 500 seiner Schüler protestierten beim Büro für öffentliche Sicherheit, die ebenfalls abgewiesen und geschlagen wurden. Das brachte Tausende wütender Menschen dazu, Autos umzustürzen und Regierungsgebäude niederzubrennen, unter anderem auch die Zentrale der örtlichen Kommunistischen Partei. Die Associated Press veröffentlichte einen Artikel mit dem Titel: „30.000 verärgerte Bürger strömten auf die Straßen“. Die Insurrektion dauerte sieben Stunden und es gab 150 Verletzte. Ungefähr 160 Bürogebäude und 40 Autos wurden in Brand gesetzt.

## Rolle der chinesischen Blogger
Zhou Shuguang, ein selbsternannter Bürgerjournalist, der bei den chinesischen Bloggern auch als „Zola“ bekannt ist, ging nach Weng’an, um die Familie Li Shufens persönlich zu interviewen. Anschließend benutzte er verschiedene Kommunikationsmöglichkeiten des Internets wie MSN Messenger und Twitter, und auch sein eigenes Mobiltelefon, und postete inoffizielle Berichte mit Fotos und Bitten der Familie Li Shufens auf seiner persönlichen Website. Es wird angenommen, dass Twitter das erste Mal benutzt wurde, um von einem chinesischen Massenprotest zu berichten.
Wie andere gleichgesinnte Netizen veröffentlicht Zhou von derartigen Ereignissen Informationen, um den einfachen Chinesen eine Stimme zu geben, deren Erfahrungen ignoriert oder zensiert werden, denn alle Medien in China stehen unter der Kontrolle der Propagandaabteilung des Zentralkomitees der Kommunistischen Partei Chinas.
Tianya.cn ist ein soziales Netzwerk im Besitz von Hainan Tianya Online Networking Technology Co. Es stellt verschiedene Chaträume für Blogger bereit, um über soziale Themen zu diskutieren. Tianya.cn spielte während des Aufstandes eine entscheidende Rolle bei der Unterstützung der Studentenaktionen. Am 2. Juli 2008 berichtete Jonathan Ansfield auf newsweek.com:
„Die ganze Nacht und den ganzen Morgen klickte ich auf Posts, in denen es darum ging. Zuerst war es da. Dann war es verschwunden. Dann war es wieder da. Dann weg. Alle paar Minuten wurde es gelöscht, manchmal alle paar Sekunden. Der Seitenbetreiber hatte Anweisung, es zu blockieren. Das war offensichtlich. Aber sie konnten nicht mithalten. Jedes Mal, wenn sie es taten, wurden wir Netizen zorniger und zorniger.“
Roland Soong von EastSouthWestNorth, eine bekannte Website, die vom Chinesischen ins Englische übersetzt, schrieb:
„Zum Beispiel, der erste Artikel besagt, dass Übersee-Medien dem Leben der Leute im Plateau der Yunnan-Guizhou-Umgebung große Aufmerksamkeit schenken. Der zweite Artikel besagt, dass die Leute aus X’an (Guizhou) eine extra große heilige Flamme entzünden, um die Olympischen Spiele in Peking zu feiern. […] Der vierte Artikel besagt: ‚Wenn die Armee in Südwestchina ankommt, wird etwas Großes passieren, denke ich! Ich glaube, dass unsere Truppen (人民子弟兵) ein Gewissen haben.‘ Der fünfte Artikel besagt, dass die antiamerikanischen (反美) Posts der antiamerikanischen Krieger (反美鬥士) alle weg sind – die Revolution hatte noch keinen Erfolg und unsere Kameraden müssen dranbleiben (革命尚未成功,同志尚須努力, ein bekanntes Zitat von Sun Yat-sen). Was war das letzte? Der Ausdruck ‚Amerikanisch‘ wird für ‚Chinesische Regierung‘ verwendet!“
Xinhua, die offizielle zentrale Presseagentur der Regierung, spielte eine unübliche Rolle während dieses Vorfalls. Sie hielt lediglich einen Chatroom offen, wo Blogger den inkompetenten Beamten ihren Ärger zeigen konnten. Bis zum 29. Juni gab es mehr als 200.000 Zugriffe auf die 2000 Kommentare, die im Chatroom der einzigen unzensierten Xinhua-Website hinterlassen worden waren. Meist waren dies Verurteilungen wegen der Art, wie die korrupten Polizisten den Tod des Mädchens behandelten und exzessive Gewalt gegen die Protestierenden ausübten.
Auf anderen Foren- und Chatseiten, darunter Kdnet (猫眼看人), Maopu (猫撲), Strong Nation (强國), Sina.com, Netese (网易) und QQ, zeigten die meisten Nutzer ihre Unterstützung für die Weng‘an Protestierenden. Sie alle stellten ihre eigenen verschiedenen Versionen von Informationen (Texte, Fotos und manchmal Videodateien) bereit oder veröffentlichen manchmal eine gegenteilige Version, als die der Polizei von Guizhou.

### Verhaftungen
Die Behörden verhafteten 300 Protestierende. Andere Quellen besagen, dass nur 200 verhaftet wurden. Über 1.500 paramilitärische Verbände und Bereitschaftspolizisten wurden zum Verwaltungsbezirk entsendet. Die Polizei inhaftierte 59 Personen aufgrund ihrer mutmaßlichen Rollen.

### Reaktion der Regierung
Bilder sowie Kommentare in Chatrooms und Foren über den Protest in Guizhou wurden schnell von den Internetzensoren des Festlandes gelöscht. Die Regierung führte eine Kampagne ein, um den Protest vor den Olympischen Spielen in Peking zu entkräften und um soziale Harmonie und Stabilität zu erhalten. Nach dem Vorfall wurde eine „Stabilitätskampagne für die Olympischen Spiele“ angekündet. Staatssicherheitsbeamte in Guizhou boten den Eltern des jugendlichen Mädchens 9000 Yuan (ca. 800 €) an, von denen 3000 von jedem Verursacher bezahlt wurden. Der Vater sagte jedoch: „Wir werden niemals eine solche üble Abmachung eingehen, wir müssen für Gerechtigkeit für unsere Tochter sorgen.“
Der Chef der Kommunistischen Partei Guizhous Shi Zongyuan (石宗源) nahm an, dass die angewandte Gewalt der Beamten zur weit verbreiteten Unzufriedenheit beitrug. Des Weiteren sagte er, dass die tieferen Gründe für den Protest „unverschämte und grobe Lösungen“ der lokalen Behörden waren, um Streitigkeiten über Minen, Abrisse von Häusern für öffentliche Projekte, Zwangsumsiedlungen von Bewohnern für Stauseen und viele andere Probleme zu lösen. Einige Beamte wurden am 3. und 4. Juli 2008 wegen Verstoß gegen die Regeln entlassen.

## Ermittlung
In der Zeitung Guizhou Daily wurde behauptet, die Familie wäre psychisch zu labil, um die Ermittlungen zu akzeptieren. Das Informationszentrum für Menschenrechte und Demokratie sagte, dass drei Männer befragt, aber danach gehen gelassen wurden. Die Nachrichtenagentur Xinhua berichtete am 1. Juli 2008, dass die Ermittlungen wieder in Gang gesetzt werden würden. Die Provinzregierung entsendete zehn Kriminalpolizisten und forensische Experten, um die Todesursache erneut zu untersuchen. Fünf Experten des Ministeriums für öffentliche Sicherheit in Guizhou und dem höheren Volksgerichts führten drei Autopsien durch. Ihren Ergebnissen zufolge gab es laut Staatsbeamten keine Anzeichen sexueller Übergriffe. Li Xiuzhong, der Vater des Mädchens, akzeptierte die Ergebnisse der Autopsien nicht und sagte: „Ich kann nichts machen; sie schickten zehn Polizisten zu mir nach Hause, die mich Tag und Nacht observierten. Die Polizisten schrieben mir vor, was ich den Reportern bei Interviews antworten soll. Sie drohten mir, dass [wenn ich etwas falsches sagen würde] sich ein weiterer Aufstand ereignen kann, und ich nicht vergessen darf, dass es um die nationale Sicherheit gehe.“ Li Shufen wurde in ihrer Heimatstadt (ungefähr 20 km von Weng‘an entfernt) begraben. Die Provinzbehörde teilte mit, dass im Bezirk jährlich 600 bis 800 Straftaten begangen werden, davon aber die Hälfte ungelöst bleiben.